# Edmond Lebel
Pour les articles homonymes, voir Lebel.
Edmond Lebel, né le 5 février 1834 à Amiens, mort dans la même ville le 17 septembre 1908, est un peintre et conservateur de musée français.

## Biographie

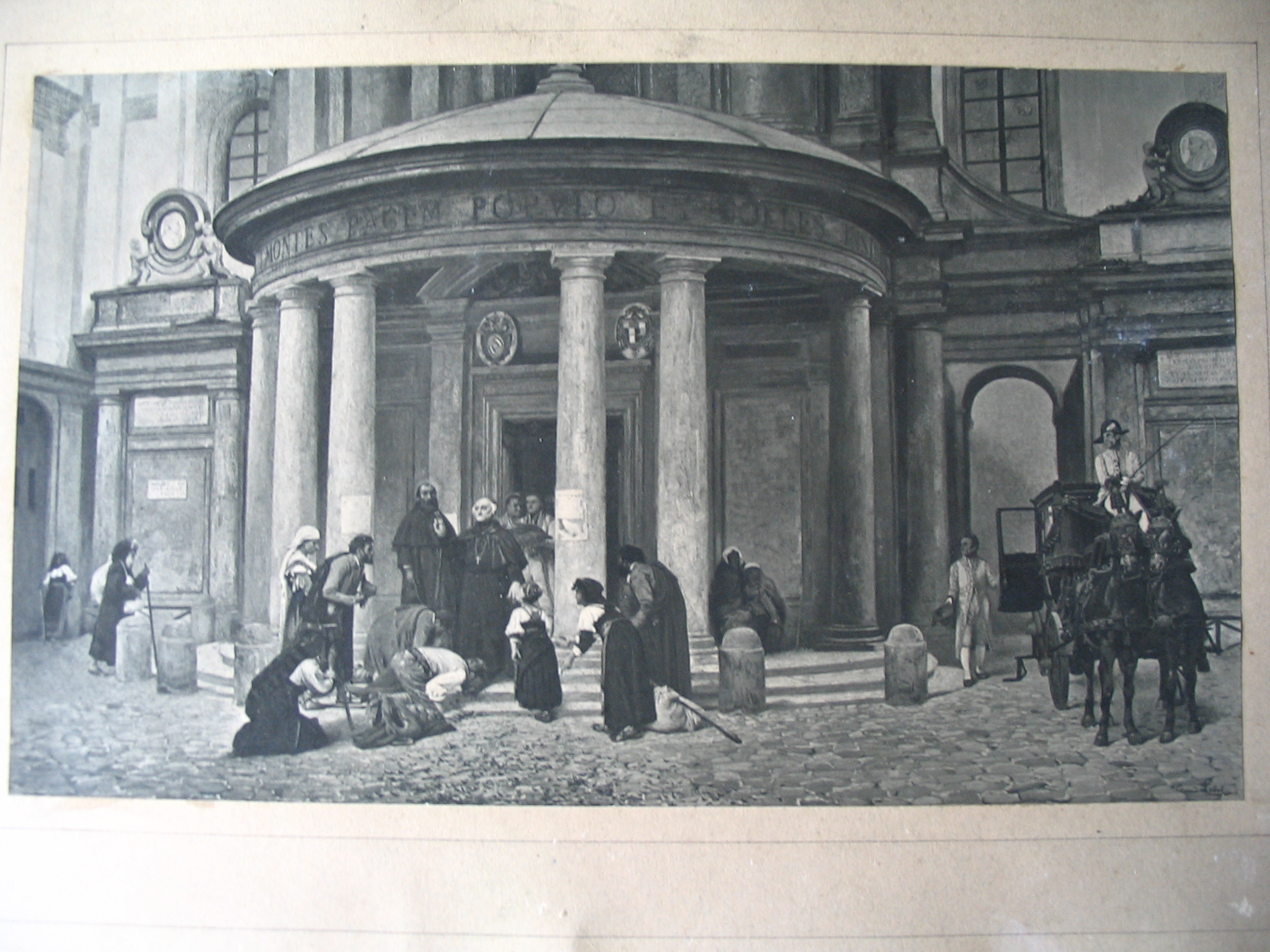
Un cardinal sortant de notre-dame della Pace à Rome bénissant des pèlerins (1877), musée des beaux-arts de Rouen.

Fils du lithographe et photographe Désiré Lebel, Edmond Lebel est l'élève de Léon Cogniet à l'École des beaux-arts de Paris. Il expose des scènes de genre au Salon à partir de 1861. Ce sont d'abord des sujets bretons puis, dès 1863, des scènes italiennes observées dans les environs de Rome et de Naples, pendant son séjour à la Villa Médicis où il se joint au groupe des Caldarrosti.
Il obtient une médaille de 2e classe en 1872, puis une médaille de 3e classe à l'Exposition Universelle de 1889, ainsi que de nombreuses récompenses comme le prix Bouctot de l'Académie des sciences, belles-lettres et arts de Rouen.
De 1880 à 1898, Edmond Lebel est le conservateur du musée des beaux-arts de Rouen et directeur de l'École des beaux-arts de cette ville. Le 19 février 1880, il est présent à l'inauguration du nouveau musée. En 1890, il publie un catalogue du musée.
Il est vice-président et membre fondateur de la Société normande de gravure en 1891.
Son œuvre photographique, qui lui servait souvent d'iconographie pour son œuvre peint, est entré en 2006 dans les collections du musée d'Orsay.
Une rue d'Amiens porte son nom.

## Œuvres dans les collections publiques
- Un Vœu ; San Germano (Italie), 1872, musée d'Orsay, Paris[5]
- Le Boucher du Transtévère, musée de Picardie, Amiens
- Le Pont Rapido à Cassino (Italie), 1875, musée de Picardie, Amiens
- Un Cardinal sortant d’une visite à Santa Maria della Pace, bénit une famille de pèlerins, musée des beaux-arts de Rouen
- Escalier saint à San Benedetto, près Subiacco (Italie), musée de Tessé, Le Mans
- Le Reliquaire, Arsenal-Musée de Soissons (œuvre détruite)

## Publications
- Lemonnier (Anicet-Charles-Gabriel) : 1743-1824 : discours de réception prononcé le vendredi 4 mai 1883 à l'Académie des sciences, belles-lettres et arts de Rouen, Rouen, E. Cagniard, 1884, 21 p.
- Musée de Rouen : catalogue des ouvrages de peinture, dessin, sculpture et architecture ; précédé d'une notice historique sur la formation du musée, Rouen, J. Lecerf, 1890, 132 p., in-12

## Élèves
- Georges Le Meilleur (1880)
- Valéry Müller

## Distinctions
- Officier de l'Instruction publique (1887)